# Osvaldo Canobbio
Osvaldo Fabián Canobbio (Montevideo, 17 februari 1973) is een voormalig profvoetballer uit Uruguay, die speelde als aanvaller. Hij beëindigde zijn actieve loopbaan in 2010 bij CA Fénix. Canobbio speelde clubvoetbal in Uruguay, Argentinië, Chili, China en Honduras gedurende zijn carrière.

## Interlandcarrière
Canobbio maakte zijn debuut voor het Uruguayaans voetbalelftal op 13 oktober 1993 in de vriendschappelijke uitwedstrijd tegen Duitsland (5-0 nederlaag), net als Juan José González (Defensor Sporting Club), Ricardo Bitancourt (Danubio FC), Juan Ferreri (Defensor Sporting Club), Julio César Rodríguez (Danubio FC), Julio César Albino (CA Progreso) en Luis María Romero (Montevideo Wanderers FC). Canobbio viel in dat duel na 61 minuten in voor Jacinto Cabrera. Hij scoorde tweemaal voor de nationale ploeg in de periode 1993-1997, en kwam tot een totaal van acht interlands.
| Interlanddoelpunten | Interlanddoelpunten | Interlanddoelpunten | Interlanddoelpunten     | Interlanddoelpunten | Interlanddoelpunten | Interlanddoelpunten | Interlanddoelpunten |
| #                   | Datum               | Locatie             | Wedstrijd               | Goal(s)             | Score               | Uitslag             | Wedstrijd           |
| ------------------- | ------------------- | ------------------- | ----------------------- | ------------------- | ------------------- | ------------------- | ------------------- |
| 1                   | 22/03/1995          | Medellin            | Colombia – Uruguay      | 53'                 | 1 – 1               | 2 – 1               | Oefenduel           |
| 2                   | 25/06/1995          | Paysandú            | Uruguay – Nieuw-Zeeland | 83'                 | 6 – 0               | 7 – 0               | Oefenduel           |